# Hutton in the Forest
Hutton in the Forest var en civil parish fram till 1934 när den uppgick i civil parish Skelton, i grevskapet Cumbria i England. Civil parish var belägen 8 km från Penrith. Det inkluderade Hutton End, New Rent och Thomas Close. Civil parish hade 204 invånare år 1931.